# Де Артета, Педро Хосе
Педро Хосе де Артета-и-Калисто (исп. Pedro Jose de Arteta y Calisto; 1797, Кито — 24 августа 1873, там же) — эквадорский государственный и политический деятель, вице-президент Эквадора в 1865—1867 и 1868—1869 годах, временно исполняющий обязанности президента страны с ноября 1867 до середины января 1868 года. Президент Сената Эквадора
Член Консервативной партии Эквадора. С 1 января по 31 декабря 1825 года был мэром Кито. Во время своего пребывания на посту мэра Кито в 1825 году приказал вымостить главные улицы столицы и покрасить фасады домов охрой, отремонтировал въездные мосты в город, приобрёл и установил фонари для освещения города.
Брат  первого архиепископа Кито Николаса Хоакина де Артета и Калисто.
Умер от инфаркта миокарда.